# Giải thưởng Pulitzer 2020
Giải thưởng Pulitzer 2020 do Ủy ban Giải thưởng Pulitzer trao giải cho những tác phẩm trong suốt năm 2019. Lúc đầu, những người giành giải và các ứng viên lọt vào vòng chung kết được quản trị viên Pulitzer Dana Canedy công bố vào ngày 20 tháng 4 năm 2020, nhưng do  Đại dịch COVID-19, Canedy đã thông báo trong một bài thuyết trình video vào ngày 4 tháng 5 năm 2020.